# Equisetals
Les equisetals (Equisetales) són un ordre de plantes vasculars sense llavors de la subclasse Equisetidae. Inclou els equisets actuals i nombrosos gèneres fòssils, alguns dels quals, com Calamites, assolien la mida d'un arbre.

## Taxonomia
L'ordre Equisetales inclou 11 famílies, de les quals només una ha arribat als nostres dies, amb nomes 20 espècies actuals:
- Família Equisetaceae Michx. ex DC.
- Família Archaeocalamitaceae S.V. Meyen †
- Família Asterocalamitaceae Hirmer †
- Família Autophyllitaceae Nakai †
- Família Calamitaceae Unger †
- Família Echinostachyaceae Grauvogel-Stamm †
- Família Gondwanostachyaceae S.V. Meyen †
- Família Konnostachyaceae Doweld †
- Família Manchurostachyaceae Grauvogel-Stamm †
- Família Notocalamitaceae Rigby †
- Família Tchernoviaceae S.V. Meyen †